# Friedrich Oscar Giesel
Friedrich Oscar Giesel (ur. 20 maja 1852 w Winzig, zm. 14 listopada 1927 w Brunszwiku) – niemiecki fizyk i chemik. 
W 1876 roku uzyskał doktorat na Uniwersytecie w Getyndze.  W 1878 rozpoczął pracę w fabryce chininy w Brunszwiku, którą reprezentował w późniejszych latach jako prokurent. Zajmował się głównie badaniem zjawisk promieniotwórczości. Wykazał, że promienie β są strumieniem elektronów.Odkrył odbarwienie minerałów, takich jak sól kamienna i fluoryt, przez promieniowanie radioaktywne. Zdawał sobie również sprawę ze szkodliwego wpływu promieniowania radu na skórę i sam stał się ofiarą jego złośliwych skutków. Zmarł w wyniku raka płuc. W 1903 został członkiem Leopoldiny.